# 20th テレビジョン
20th テレビジョン（20th Television）は、アメリカ合衆国カリフォルニア州に拠点を置くテレビ番組制作会社。ディズニー・テレビジョン・スタジオ（ウォルト・ディズニー・テレビジョン）の傘下である。20世紀テレビジョンとも表記される。

## 概要
1949年に20世紀フォックスのテレビ部門としてTCF テレビジョン・プロダクツという名前で設立された。その後、20世紀フォックステレビジョンと名前を変え、また20世紀フォックスがニューズ・コーポレーションに買収される。そして1986年から2019年までの間、フォックス放送、マイネットワークTVなどの様々なネットワークに向けて番組を制作した。1989年には当時の20世紀フォックステレビジョンの機能は、子会社の20th テレビジョンに引き継がれ、シンジケイション向けの番組を主に制作していた。
2013年、ニューズ・コーポレーションがエンターテインメント資産を21世紀フォックスに分割したことから生じたリストラの一環として、20th テレビジョンが20世紀フォックスの管理下で運営されることが発表された。
2014年7月にはフォックス放送と20世紀フォックステレビジョンの運営が、ウォルデンとニューマンが監督する新しいユニットであるフォックス・テレビジョン・グループに統合されることが発表された。2015年初頭、Mythology Entertainmentは、同社および同業他社のフォックス21 テレビジョン・スタジオとファーストディール契約を締結した。
2017年12月14日、ウォルト・ディズニー・カンパニーが20th テレビジョンを含む21世紀フォックスの一部を買収することを発表し、2019年3月20日にこれが完了した。20世紀フォックステレビジョンと20th テレビジョンの2社はウォルト・ディズニー・テレビジョンに編入された。
2020年8月、20世紀フォックステレビジョンと20th テレビジョンを統合（合併）し、名前が20th テレビジョンに統一されることになった。これはフォックス放送などの運営が2019年の買収の際に新たに設立されたフォックス・コーポレーションという別会社によって行われることになり、両社で「フォックス」の名を使うことによるブランドの混合を防ぐためである。また、同年12月には組織再編の一環で改名したばかりのタッチストーン・テレビジョン（旧名：フォックス21 テレビジョン・スタジオ）も20th テレビジョンに統合することとなり、ディズニーに買収された旧フォックス系のテレビ番組制作部門は一つに統合されている。

## 主な制作番組
- 24 -TWENTY FOUR-（24）
- America's Most Wanted
- Arrested Development
- HOUSE
- The Bernie Mac Show
- Bob's Burgers
- Son of Zorn
- The O.C.
- 猿の惑星（Planet of the Apes）
- Xファイル（The X-Files）
- アメリカン・アイドル（American Idol）（19エンターテイメント、フリーマントルメディア共同制作）
- アリー my Love（Ally McBeal）
- キング・オブ・ザ・ヒル（King of the Hill）
- ザ・シンプソンズ（The Simpsons）
- ファミリー・ガイ（Family Guy）
- アメリカン・ダッド（American Dad!）
- フューチュラマ（Futurama）
- ザット'70sショー（That 70's Show）
- シカゴ・ホープ（Chicago Hope）
- シンプルライフ（The Simple Life）
- トゥルー・コーリング（Tru Calling）
- プリズン・ブレイク（Prison Break）
- マッドTV!（MADtv）
- L.A.ロー 七人の弁護士（L.A.Law）
- NYPDブルー（N.Y.P.D. Blue）
- Dr.トラッパー（Trapper John, M.D.）
- エイリアン・ネイション（Alien Nation）
- 俺たち賞金稼ぎ!!フォール・ガイ（The Fall Guy）
- ボストン・リーガル（Boston Legal）
- ザ・プラクティス（The Practice）
- ダークエンジェル（Dark Angel）